# Meglid Mihani
Meglid Mihani (Kavajë, 1º settembre 1983) è un ex calciatore albanese, di ruolo centrocampista.

## Palmarès

### Club

#### Competizioni nazionali
- Coppa d'Albania: 1

Besa Kavajë: 2009-2010
- Supercoppa d'Albania: 1

Besa Kavajë: 2010